# بخش کریک ریور، شهرستان کلیارواتر، مینه سوتا
بخش کریک ریور (به انگلیسی: Bear Creek Township) یک منطقهٔ مسکونی در ایالات متحده آمریکا است که در شهرستان کلیرواتر، مینه‌سوتا واقع شده‌است.
 بخش کریک ریور ۸۲٫۹ کیلومتر مربع مساحت و ۱۰۷ نفر جمعیت دارد و ۴۵۴ متر بالاتر از سطح دریا واقع شده‌است.